# コオペレイティヴ・ミュージック
コオペレイティヴ・ミュージック（Cooperative Music、略称Co-Op）は、2005年にV2レコードによって設立された、様々なインディー・レーベルの販売、宣伝、流通業務を行う会社である。イギリス・ロンドンに本拠を置き、フランス、ドイツ、ベルギー、オランダ、イタリア、スウェーデン、ノルウェー、デンマーク、フィンランド、オーストラリア、アメリカ合衆国、スペイン、ポルトガル、日本、カナダにオフィスを構えている。V2の他に、ベラ・ユニオン、モシモシ・レコーズ、キツネといったレーベルや、フェニックス、インターポール、ブラック・レベル・モーターサイクル・クラブといったバンドとパートナーシップを結んでいる。
Co-OpとV2は2007年にユニバーサルミュージック・グループ傘下に入った。しかし、2012年のEMI買収に伴う事業分割の対象となり、2013年前半にPIASエンタテインメント・グループに売却された。Co-OpはPIASコオペレイティヴ ([PIAS] Cooperative) に改名し、PIASの一部門となった。
日本では2008年から2011年までホステス・エンタテインメントがライセンス契約を締結していた。2011年からはユニバーサルミュージック自身が「PACHINKO RECORDS」を設立して取り扱っていたが、PIAS傘下に入った2013年からは再びホステスがライセンス販売を行っている。